# Департамент жилищного строительства Гонконга
Департамент жилищного строительства Гонконга является подразделением правительства Гонконга, ответственное за управление государственного жилья в Гонконге. Оно подотчетно Бюро жилищного строительства, планирования и земель Гонконга, возглавляемое Секретарем по вопросам жилищного строительства, планирования и земель.